# جيم مكميليان
جيم مكميليان (بالإنجليزية: Jim McMillian)‏ (مواليد 11 مارس 1948 في ريفورد - 16 مايو 2016)، هو لاعب كرة سلة أمريكي سابق بدأ مسيرته الاحترافية في سنة 1970 وحمل الرقم 5. يبلغ طوله 6 قدم 5 بوصة (2.0 م). اعتزل اللعب في 1981.

## فرق لعب لها
- لوس أنجلوس ليكرز
- لوس أنجلوس كليبرز
- نيويورك نيكس
- بورتلاند ترايل بلايزرز
- فيرتوس بالاكانسترو بولونيا

## روابط خارجية
- جيم مكميليان على موقع إن بي أي (الإنجليزية)
- جيم مكميليان على موقع سبورتس رفرنس (الإنجليزية)
- جيم مكميليان على موقع كلية كرة السلة في سبورتس رفرنس.كوم (الإنجليزية)
- جيم مكميليان على موقع ريلجم (الإنجليزية)
- جيم مكميليان على موقع بروبوليرز (الإنجليزية)